# Settimana della Cultura

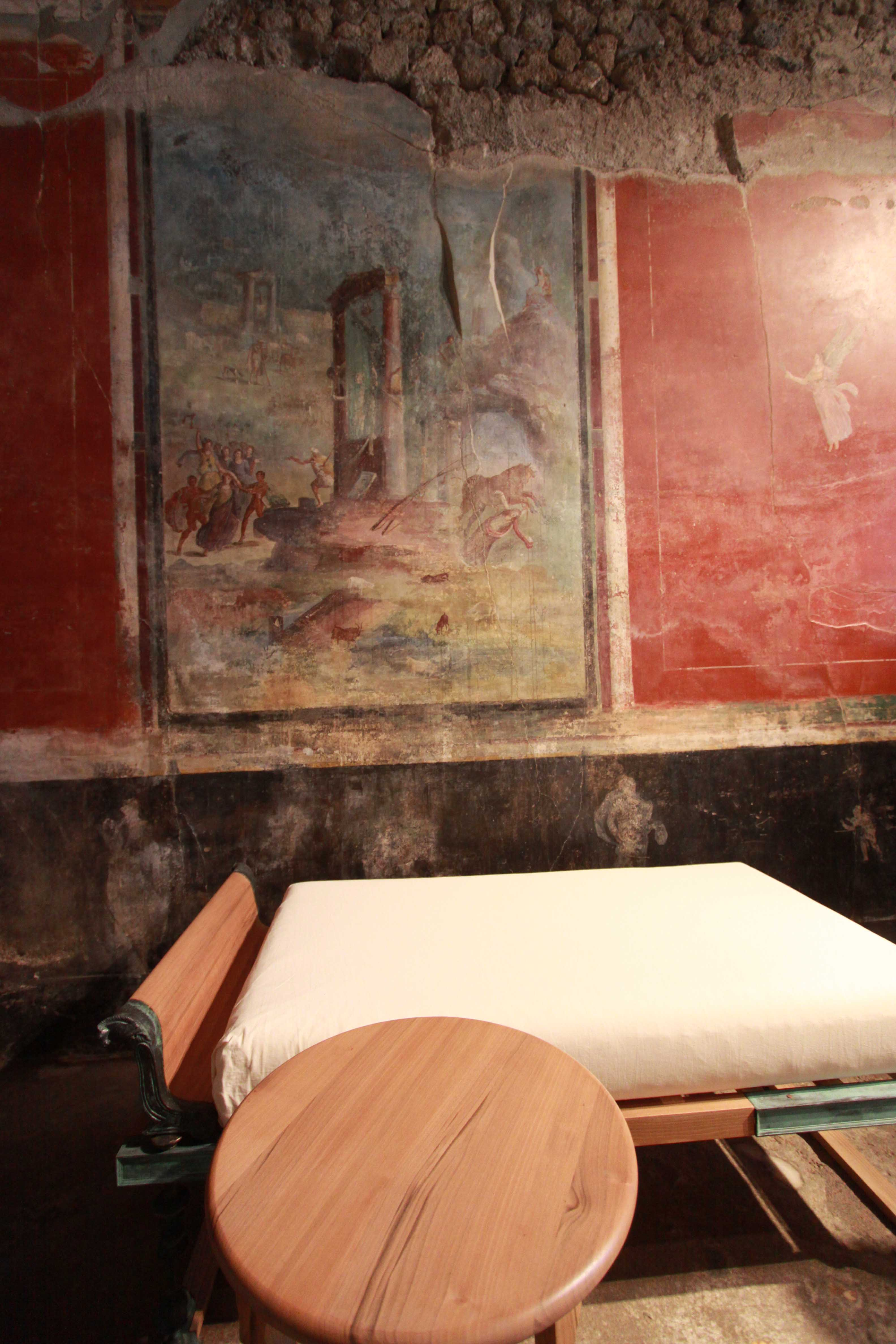
La Casa di Giulio Polibio a Pompei fotografata in occasione della Settimana della cultura del 2010.

La settimana della cultura è stata un'iniziativa promossa dal Ministero dei beni e delle attività culturali e del turismo dal 1998 al 2012, quando per dieci giorni all'anno apriva gratuitamente le porte di tutti i luoghi statali dell'arte: monumenti, musei, aree archeologiche, archivi e biblioteche. Di solito si svolgeva con cadenza biannuale, in primavera (tra marzo e maggio) e in autunno (settembre o ottobre).
Durante l'iniziativa, oltre all'apertura straordinaria e gratuita dei musei, si svolgevano anche convegni, laboratori didattici, visite guidate e concerti di vario genere.